# Sitta przewalskii
Sitta przewalskii (certídeo de Przewalsky), chamada originalmente com o nomen nudum "Sitta eckloni", é uma espécie de ave da família Sittidae, os certídeos. Durante muito tempo foi considerada uma subespécie de Sitta leucopsis, mas difere dela significativamente na sua morfologia e vocalizações. Tanto S. przewalskii como S. leucopsis foram consideradas espécies muito próximas à Sitta carolinensis. É um certídeo de tamanho médio, com cerca de 13 cm de comprimento. A parte superior do seu corpo é azul acinzentado escuro, que se torna preto azulado escuro no píleo. O focinho e garganta são de cor laranja-beige, que se torna cor canela intensa nas partes inferiores, intensificando a cor nas partes laterais do peito. As vocalizações consistem em séries alternadas de assobios ascendentes e notas curtas.
A ave é endémica de áreas do sudeste do Tíbete e oeste da China central, incluindo o leste de Qinghai, Gansu e Sichuan, onde habita em florestas de montanha de coníferas, como píceas e abetos. A altitude em que nidifica varia segundo a localidade, mas normalmente é de 2 250 a 4 500 m de altura. A espécie foi pela primeira vez descrita em 1891 a partir de um espécime recolhido na perfectura chinesa de Haidong. O seu nome científico foi-lhe outorgado em honra ao explorador russo Nikolay Przhevalsky, que descobriu a espécie em 1884. Sabe-se pouco sobre a sua ecologia, que provavelmente é comparável à de S. leucopsis.
A classificação de espécie (separando-a de S. leucopsis) foi-lhe dada em 2005 na obra de Pamela C. Rasmussen Birds of South Ásia. The Ripley Guide. Outras autoridades aceitaram posteriormente isto, mas em 2014, o status como espécie ameaçada de S. przewalskii ainda não fora avaliado pela BirdLife International nem pela União Internacional para a Conservação da Natureza. Um estudo filogenético de 2014 descobriu que a espécie é basal na árvore evolutiva dos certídeos entre um conjunto de 21 espécies examinadas, o que desbota a hipótese de que S. przewalskii pudesse ser a mesma espécie que S. carolinensis.